# Q Awards
Les Q Awards sont des récompenses décernées depuis 1990 par le magazine musical britannique Q. 
La cérémonie est connue pour les divers scandales suscités par les célébrités qui s'y produisent, notamment lorsqu'en 2004 Elton John a accusé publiquement Madonna de tricherie. 
Elles ne doivent pas être confondues avec les Q Awards décernés aux États-Unis par la Viewers for Quality Television Association.

## 2008
- Meilleur groupe dans le monde
  - Coldplay
  - Kings of Leon
  - Metallica
  - Muse
  - Oasis
- Meilleur album
  - Coldplay — Viva la Vida or Death and All His Friends
  - Fleet Foxes — Fleet Foxes
  - The Last Shadow Puppets — The Age of the Understatement
  - Vampire Weekend — Vampire Weekend
  - Nick Cave — Dig, Lazarus, Dig!!!
- Meilleur morceau
  - Keane — Spiralling
  - Duffy — Mercy
  - Coldplay — Violet Hill
  - Katy Perry — I Kissed a Girl
  - The Ting Tings — That's Not My Name
- Meilleur clip vidéo
  - Hot Chip — Ready for the Floor
  - Coldplay — Violet Hill
  - The Ting Tings — That's Not My Name
  - Vampire Weekend — A-Punk
  - Goldfrapp — Happiness
- Meilleur nouvel artiste
  - Fleet Foxes
  - Glasvegas
  - The Ting Tings
  - The Last Shadow Puppets
  - Vampire Weekend
- Meilleure percée
  - Duffy
  - Adele
  - Santogold
  - Bon Iver
  - Gabriella Cilmi
- Meilleur artiste live
  - Kaiser Chiefs
  - Kings of Leon
  - Nick Cave
  - The Verve
  - Rage Against the Machine
- Q Award de l'idole : Grace Jones
- Q Award de l'inspiration musicale : Cocteau Twins
- Q Award de l'innovation musicale : Massive Attack
- Q Award de l'album classique :
- Q Award de l'icone musical : Adam Ant
- Q Award de la chanson classique :  Meat Loaf — Bat Out of Hell
- Q Award de la légende musicale : Glen Campbell
- Q Award de l'écriture musicale : John Mellencamp
- Q Award de la contribution musicale : David Gilmour

## 2009
- Meilleur groupe
  - Muse
  - Kings of Leon
  - Arctic Monkeys
  - Oasis
  - Coldplay
- Meilleur album
  - Kasabian — West Ryder Pauper Lunatic Asylum
  - Arctic Monkeys — Humbug
  - U2 — No Line on the Horizon
  - Florence and the Machine — Lungs
  - The Prodigy — Invaders Must Die
- Meilleur morceau
  - Lily Allen - The Fear
  - Kasabian — Fire
  - Muse — Uprising
  - Arctic Monkeys — Crying Lightning
  - Dizzee Rascal — Bonkers
  - Noisettes — Never Forget You
- Meilleur clip vidéo
  - Lady Gaga — Just Dance
  - The Dead Weather — Treat Me Like Your Mother
  - Dizzee Rascal — Holiday
  - Florence and the Machine — Drumming Song
  - Mika — We Are Golden
- Meilleur nouvel artiste
  - White Lies
  - Friendly Fires
  - Empire of the Sun
  - Passion Pit
  - The Dead Weather
- Meilleure percée
  - Mr Hudson
  - Florence and the Machine
  - Lady Gaga
  - La Roux
  - Pixie Lott
- Meilleur artiste live
  - Arctic Monkeys
  - The Prodigy
  - U2
  - Oasis
  - Kasabian
  - Blur
  - Take That
- Q Award de l'idole: Spandau Ballet
- Q Award de l'inspiration musicale: The Specials
- Q Award de l'innovation musicale: Sonic Youth
- Q Award de l'album classique: The Unforgettable Fire - U2
- Q Award de l'icone musical: Marianne Faithfull
- Q Award de la chanson classique: "Relax" — Frankie Goes to Hollywood
- Q Award de la légende musicale: Edwyn Collins
- Q Award de l'écriture musicale: Yusuf Islam
- Q Award de la contribution musicale: Robert Plant

Source : qthemusic.com, Sky News

## 2010
- Meilleur artiste masculin
  - Paolo Nutini
- Meilleure artiste féminine
  - Florence and the Machine
- Meilleur album
  - High Violet — The National
- Meilleur morceau
  - You've Got The Love — Florence and the Machine
- Meilleur clip vidéo
  - End Credits — Chase & Status
- Meilleure percée
  - Plan B

## 2011
- Meilleur groupe
  - Coldplay
- Meilleur artiste masculin
  - Tinie Tempah
- Meilleure artiste féminine
  - Adele
- Meilleur Album
  - Bon Iver — Bon Iver
- Meilleur morceau
  - Rolling in the Deep — Adele
- Meilleur clip vidéo
  - Do It Like a Dude — Jessie J
- Meilleur nouvel artiste
  - WU LYF
- Meilleure percée
  - Ed Sheeran
- Meilleur artiste live
  - Biffy Clyro

## 2012
- Meilleur groupe
  - Muse
- Meilleur artiste solo
  - Emeli Sandé
- Meilleur album
  - The Bravest Man in the Universe — Bobby Womack
- Meilleur morceau
  - Ill Manors — Plan B
- Meilleur clip vidéo
  - Disconnected — Keane
- Meilleur nouvel artiste
  - Django Django
- Meilleur artiste live
  - Blur

## 2013
- Meilleur groupe
  - Vampire Weekend
- Meilleur artiste solo
  - Ellie Goulding
- Meilleur album
  - Opposites — Biffy Clyro
- Meilleur morceau
  - Do I Wanna Know? — Arctic Monkeys
- Meilleur clip vidéo
  - Show Me the Wonder — Manic Street Preachers
- Meilleur nouvel artiste
  - Jake Bugg
- Meilleur artiste live
  - Foals

## 2014
- Meilleur groupe
  - Kasabian
- Meilleur artiste solo
  - Ed Sheeran
- Meilleur album
  - The Take Off and Landing of Everything — Elbow
- Meilleur morceau
  - Iron Sky — Paolo Nutini
- Meilleur clip vidéo
  - Sleep Sound — Jamie xx
- Meilleur nouvel artiste
  - Sam Smith
- Meilleur artiste live
  - Kasabian